# تپه بابا کمال
تپه بابا کمال مربوط به هزاره ۵ قبل از میلاد است و در شهرستان تویسرکان، روستای بابا کمال واقع شده و این اثر در تاریخ ۲۴ اسفند ۱۳۵۳ با شمارهٔ ثبت ۱۰۳۶ به‌عنوان یکی از آثار ملی ایران به ثبت رسیده است.